# Бомонт (Техас)
Бомонт (англ. Beaumont) — місто (англ. city) в США, в окрузі Джефферсон на сході штату Техас недалеко від узбережжя Мексиканської затоки й кордону зі штатом Луїзіана. Населення — 115 282 особи (2020).

## Історія
Місто засноване 1838 року. З відкриттям нафти у Спиндлтопі почався розквіт міста. Нафта була основним експортним товаром для порту міста. У роки Другої світової війни місто стало верф'ю для будівництва військових кораблів. Відомий нафтовий гігант Шеврон походить із Бомонта.
У місті Бомонт є Університет Ламар й Інститут технології Ламар.
У Бомонті проходить південно-техаський державний ярмарок. Бомонтський ботанічний сад.

## Географія
Бомонт розташований за координатами 30°5′4″ пн. ш. 94°8′45″ зх. д. / 30.08444° пн. ш. 94.14583° зх. д. (30.084343, -94.145774).  За даними Бюро перепису населення США в 2010 році місто мало площу 222,31 км², з яких 214,45 км² — суходіл та 7,85 км² — водойми.

### Клімат
У Бомонті вологий субтропічний клімат. Середньодобова температура липня — +28 °C, січня — +11 °C. Щорічні опади приблизно 1200 мм із піком на ураганний сезон.
Під час урагану 1957 року загинуло близько 500 осіб. Під час ураганів можливі повені.
| Клімат : Бомонт                             | Клімат : Бомонт | Клімат : Бомонт | Клімат : Бомонт | Клімат : Бомонт | Клімат : Бомонт | Клімат : Бомонт | Клімат : Бомонт | Клімат : Бомонт | Клімат : Бомонт | Клімат : Бомонт | Клімат : Бомонт | Клімат : Бомонт | Клімат : Бомонт |
| Показник                                    | Січ.            | Лют.            | Бер.            | Квіт.           | Трав.           | Черв.           | Лип.            | Серп.           | Вер.            | Жовт.           | Лист.           | Груд.           | Рік             |
| Абсолютний максимум, °C                     | 30,0            | 32,2            | 35,0            | 34,4            | 38,3            | 41,1            | 42,2            | 42,2            | 40,6            | 37,2            | 34,4            | 30,0            | 42,2            |
| Середній максимум, °C                       | 16,8            | 18,1            | 22,0            | 26,2            | 29,9            | 32,7            | 33,4            | 34,0            | 31,2            | 27,2            | 22,2            | 17,1            | 25,9            |
| Середній мінімум, °C                        | 5,8             | 7,5             | 11,2            | 15,6            | 20,0            | 23,0            | 24,1            | 23,8            | 21,0            | 15,9            | 10,9            | 5,8             | 15,4            |
| Абсолютний мінімум, °C                      | −11,7           | −12,2           | −6,7            | 0,0             | 7,2             | 11,7            | 16,1            | 14,4            | 7,2             | −1,1            | −5,6            | −11,1           | −12,2           |
| Норма опадів, мм                            | 125             | 98              | 89              | 74              | 132             | 183             | 157             | 126             | 161             | 138             | 121             | 127             | 1533            |
| Днів з опадами                              | 10,7            | 9,8             | 8,7             | 6,6             | 7,8             | 10,7            | 11,9            | 10,8            | 9,8             | 7,8             | 8,5             | 10,5            | 113,6           |
| ------------------------------------------- | --------------- | --------------- | --------------- | --------------- | --------------- | --------------- | --------------- | --------------- | --------------- | --------------- | --------------- | --------------- | --------------- |
| Джерело: NOAA The Weather Channel (records) |                 |                 |                 |                 |                 |                 |                 |                 |                 |                 |                 |                 |                 |

## Демографія
Згідно з переписом 2010 року, у місті мешкало 118 296 осіб у 45 648 домогосподарствах у складі 28 859 родин. Густота населення становила 532 особи/км².  Було 50689 помешкань (228/км²).
Расовий склад населення:
| - 47,3 % — чорних або афроамериканців - 39,8 % — білих - 3,3 % — азіатів - 0,6 % — корінних американців - 7,1 % — осіб інших рас |

До двох чи більше рас належало 2,0 %. Частка іспаномовних становила 13,4 % від усіх жителів.
За віковим діапазоном населення розподілялося таким чином: 24,7 % — особи молодші 18 років, 63,1 % — особи у віці 18—64 років, 12,2 % — особи у віці 65 років та старші. Медіана віку мешканця становила 34,4 року. На 100 осіб жіночої статі у місті припадало 94,9 чоловіків;  на 100 жінок у віці від 18 років та старших — 92,7 чоловіків також старших 18 років.
Середній дохід на одне домашнє господарство  становив 60 259 доларів США (медіана — 40 992), а середній дохід на одну сім'ю — 72 216 доларів (медіана — 51 227). Медіана доходів становила 45 008 доларів для чоловіків та 32 888 доларів для жінок. За межею бідності перебувало 21,8 % осіб, у тому числі 33,1 % дітей у віці до 18 років та 11,5 % осіб у віці 65 років та старших.
Цивільне працевлаштоване населення становило 50 285 осіб. Основні галузі зайнятості: освіта, охорона здоров'я та соціальна допомога — 25,0 %, роздрібна торгівля — 13,1 %, виробництво — 10,7 %, мистецтво, розваги та відпочинок — 10,2 %.

## Галерея

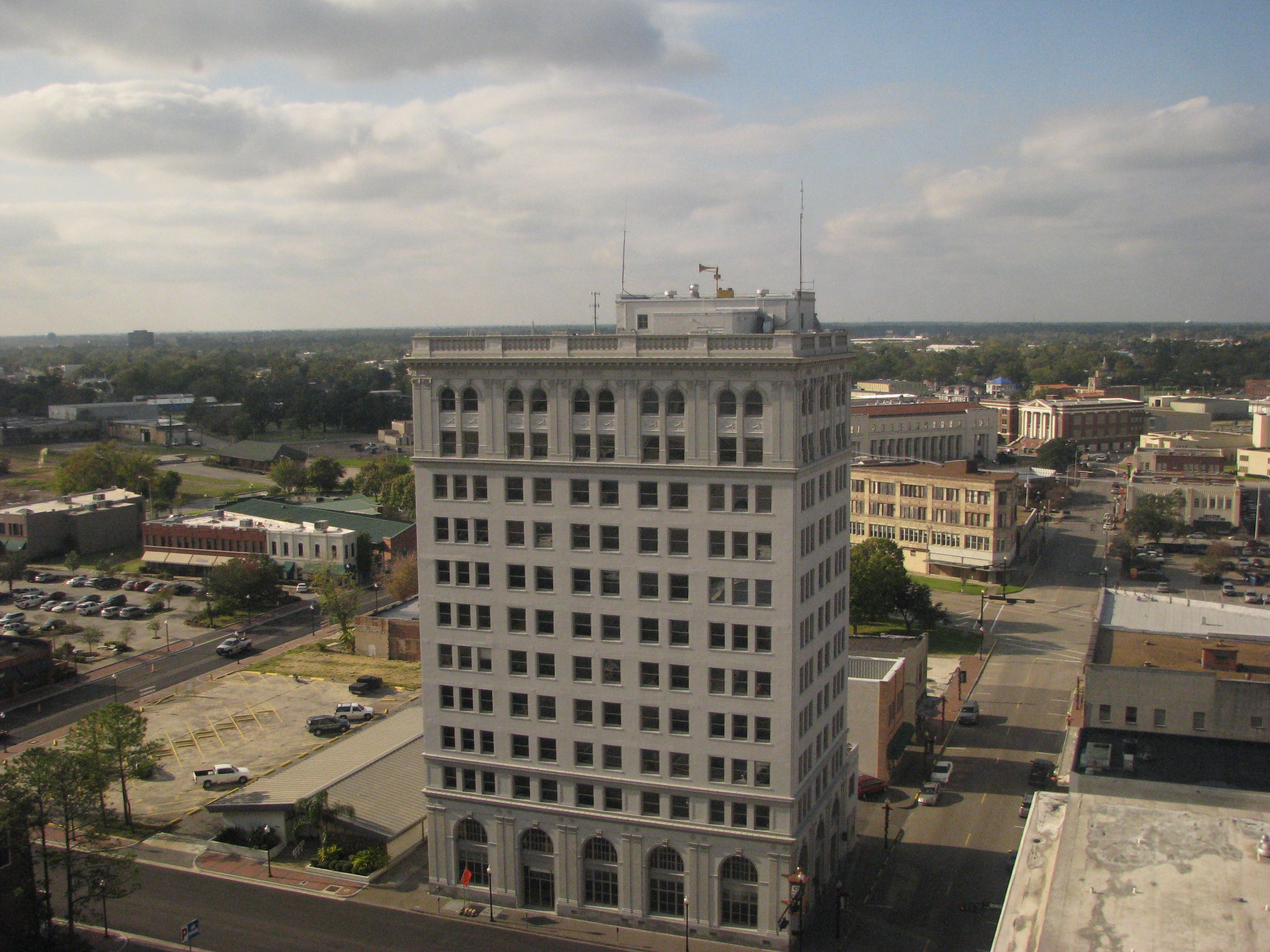
Вид середмістя Бомонту
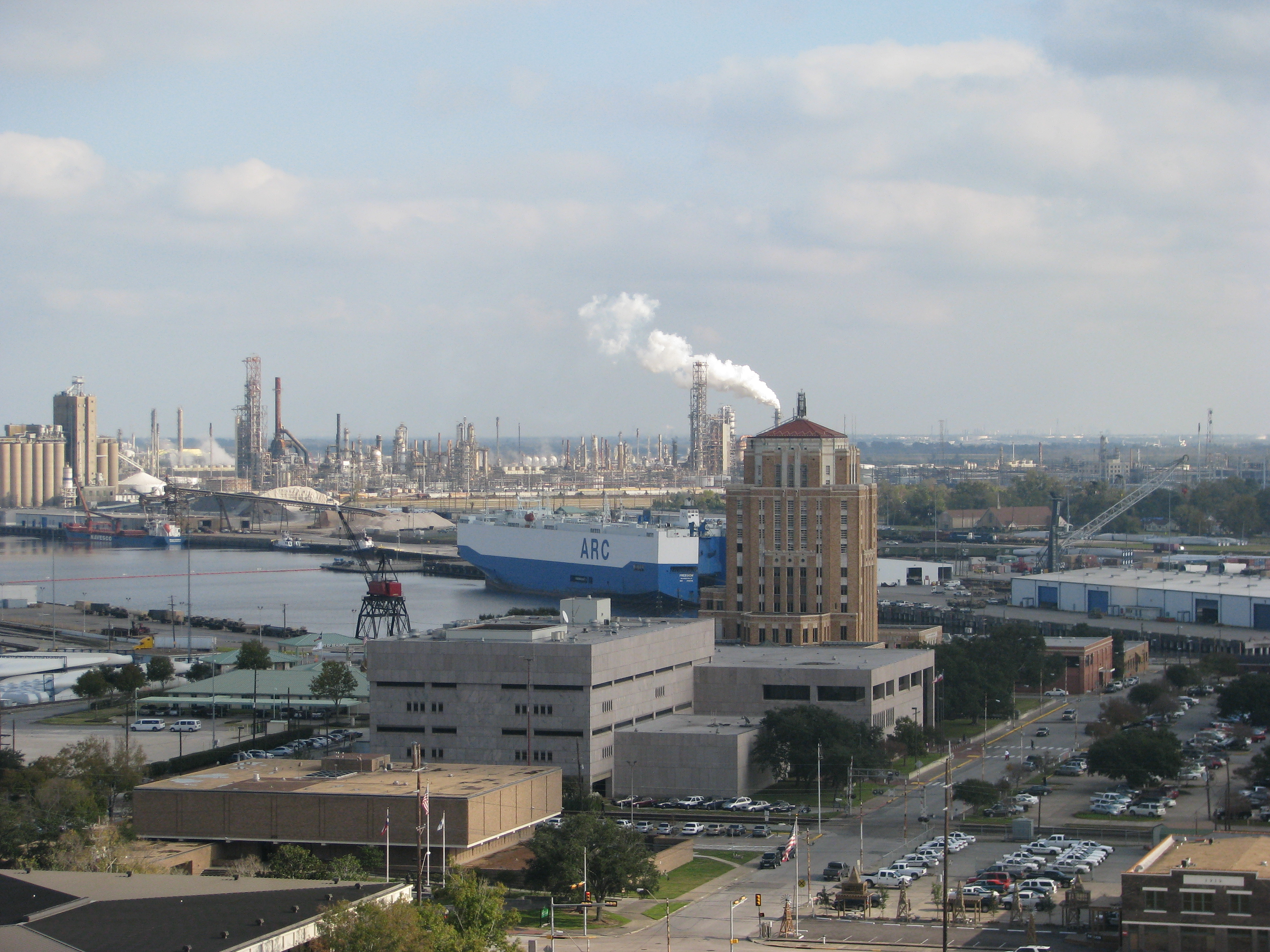
Нафтоочисні підприємства й Бомонтський морський порт
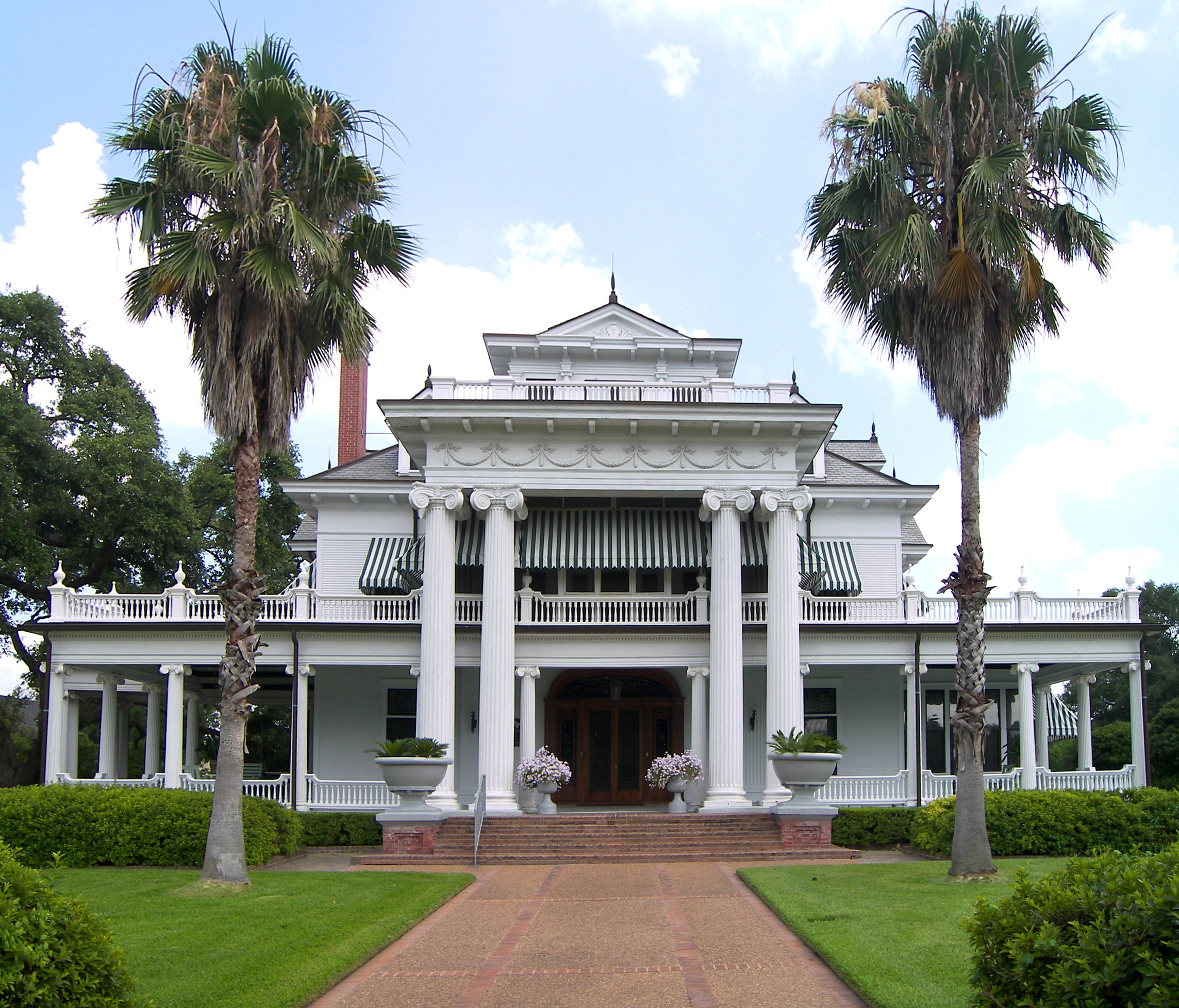
МакФаддин Вард маєток
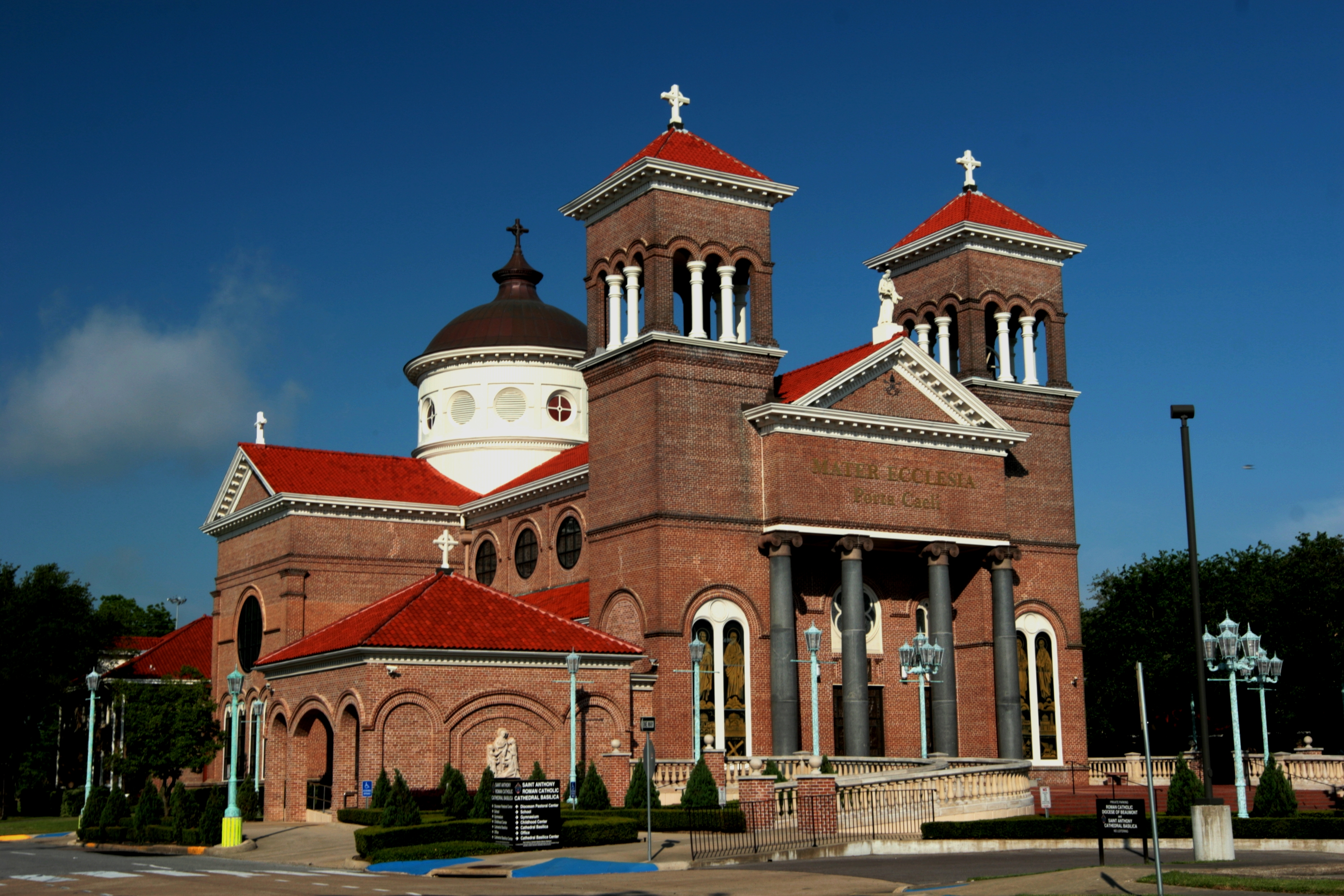
Римо-католицька Святого Антонія кафедральна базиліка